# قاعة المستحقين
قاعة المستحقين أو تشِبهيونجون (بالكورية: 집현전) هي منظمة أبحاث ملكية أنشأها الملك العظيم سيجونغ ملك سلالة جوسون الكورية في مارس 1420. أنشأ الملك سيجونغ هذه المنظمة في بداية حياته وأدخل إليها العلماء الموهوبين وأمرهم بالبحث وإتمام نشاطات مختلفة لتقوية سلطته والدولة.